# Баратынский, Анатолий Александрович
Анато́лий Алекса́ндрович (Се́ндерович) Бараты́нский (род. 8 мая 1962, Уфа) — советский и израильский художник, график.

## Биография
Родился в Уфе. В 1981 году закончил художественное отделение Уфимского педагогического училища N2. В 1988 году закончил художественное-графическое отделение Магнитогорского педагогического института. С 1984 года преподавал живопись в Уфимской художественной школе N2. С 1985 года участник многочисленных республиканских, всероссийских и международных художественных выставкок. Состоял в художественном объединении «Март». Участвовал в выставках неофициального искусства в городе Уфе. В 1988 году вступил в молодёжное объединение союза художников СССР. С 1991 года проживает в Иерусалиме, Израиль. Работы художника находятся во многих музеях мира, в том числе:
- в Музее современного русского искусства в Джерси-Сити, США[1];
- в Художественной галерее Татры в городе Попрад, Словакия[2];
- в Художественном музее города Иматра, Финляндия[3];
- в Художественном музее мемориального комплекса Яд ва-Шем в Иерусалиме, Израиль[4];
- в Художественном музее им. Нестерова в Уфе, Россия[5];
- в Астраханской художественной галерее им. Догадина, Россия[6];
- в Удмуртском художественном музее Ижевска, Россия[7];
- в Черниговском художественном музее им. Галагана, Украина[8];
- в Азербайджанском национальном художественном музее в Баку, Азербайджан[9];
- в многочисленных частных коллекциях.

В 2006 году галереей Кардо в Иерусалиме был издан альбом-каталог работ художника со статьёй искусствоведа Марины Генкиной, где отмечаются особенности творческого мировоззрения и техники художника:

Это сознательно вводимый художником компонент — аллюзии на историю искусства. Баратынский существует в ней совершенно естественно, история искусства для него столь же реальна, как и окружающая жизнь. Именно поэтому так органично соединяются в его работах эти разные техники, пришедшие из разных эпох — фотография, живопись, имитация компьютера; и даже разные живописные стили, в зависимости от замысла — одни полотна явно восходят к классицизму, другие вызывают мимолетное воспоминание о романтиках, иные намекают на символизм; и реальность — а все это, кроме старых снимков из альбома, зафиксировано на пленке фотоаппарата сегодня — реальность преображается и становится искусством.
Баратынский берет эту старую фотографию и преобразует ее. Сначала он переводит ее в принт, затем переносит на холст и начинает прописывать черно-белый образ, сохраняя монохромность, присущую и дагерротипу, и старой живописи. А когда работа практически закончена, наносит сверху фактурную вертикально-горизонтальную сетку, имитирующую самую современную технологию — компьютерные пиксели; и тем самым из невероятного далека этот семейный монолит, прорвавшийся сквозь века, переносится сюда, к нам и становится символом неразрывной связи со всем Родом. Баратынский считает, что первый пиксель появился задолго до изобретения компьютера и телевизора, и что это было необъяснимое прозрение великого художника: «Черный квадрат» Малевича.

В 2007 году галереей Розен в Иерусалиме был издан большой иллюстрированный альбом художника (104 стр.) со вступительной статьей культуролога Михаила Короля. В 2021 и 2022 годах Тель-авивской студией Манзон Хаус (Mansohn House) были изданы два альбома художника: а) живописи (96 стр.) и б) оригинальной графики (104стр.) со статьями Михаила Короля. В 2007 году был автором идеи и координатором проекта по изданию альбома «Современные Израильские художники из России». В 2020 году сыграл главную роль в фильме «Матрёшка» (режиссёр Светлана Шелиговская, артхаусное кино).

## Награды
- 1996 — Стипендия «Иш Шалом». Иерусалим, Израиль.
- 1997 — Приз и Диплом Международной Стокгольмской галереи Art Addiction, Швеция.
- 2003 — Медаль и Диплом Международного Симпозиума Искусств. Tatra Art Gallery, Словакия.
- 2013 — Премия им. Юрия Штерна, за вклад в культуру Израиля в области пластических искусств[12].
- 2016 — Диплом победителя конкурса художников «Стена», объявленного Посольством США в Израиле.

## Основные персональные выставки
- 1992 и 2010 — Дом Художников. Иерусалим, Израиль[13];
- 1997 и 1999 — Albin Upp Gallery. Осло, Норвегия.
- 2000 — Галерея WEINkunst. Бонн, Германия.
- 2006 — Галерея «Сердце Мира». Шарлота, Сев. Каролина, США[14].
- 2006 — Галерея «Сердце Мира». Наплес, Флорида,США[15].
- 2009 — Культурный центр города Лондон в Онтарио, Канада.
- 2015 — Государственный Художественный музей им. Нестерова, г. Уфа, Россия[16].
- 2016 и 2018 — Галерея «M. K. in Blue Gallery» Милан, Италия[17].
- 2016 — Екатеринбургская галерея современного искусства. Россия[18].
- 2018 — Дворец Зипляй. Литва[19].
- 2019 — Европейская галерея «Dukley» (галерея Марата Гельмана). Будва, Черногория[20].
- 2019 — Plac Izolanov Gallery, Изола, Словения[21].

## Основные групповые выставки
- 1988 — Всероссийская выставка «Искусство Автономных Республик». Манеж, Москва, Россия.
- 1989 — Всероссийская Выставка Графики. ЦДХА, Москва, Россия.
- 1996 — Галерея Товы Осман. Тель-авив, Израиль
- 1996 — Галерея Эфрат. Тель-авив, Израиль
- 2000 — Международная выставка живописи. Галерея Andrew Weiss. Беверли Хиллз, Лос-Анджелес, США.
- 2000 — Музей Русского Искусства им. Цейтлиных. Рамат-Ган, Израиль.
- 2003 — Международный Симпозиум Искусств. Tatra Art Gallery, Попрад, Словакия[22].
- 2003 — Международный Аукцион Искусств. Аукционный Дом Drouot, Париж, Франция.
- 2005 — Выставка «100 Лучших Израильских Художников». Меероф Центр, Тель-Авивский Музей Искусств.
- 2006 — Выставка станковой графики. Тель-Авивский Дом Художников, Израиль.
- 2008 — Международная выставка. Арт Клуб- Довер 40. Королевская Академия Искусств, Лондон, Англия.
- 2009 — АртИерусалим. Международная выставка, Подземный Музей. Иерусалим, Израиль.
- 2014 — Международная выставка графики. Художественный музей города Иматра, Финляндия.
- 2016 — ERARTA Музей современного искусства, Санкт-Петербург, Россия[23].
- 2018 — 5-я Международная Биеннале акварели. Первая Галерея. Белград, Сербия.
- 2019 — Арт Вильнюс. Международная художественная ярмарка. Вильнюс, Литва.
- 2020 — 8-я Международная Биеннале акварели. Музей Чюрлёниса. Каунас, Литва
- 2020 — Триеннале современной графики. Новосибирский музей искусств. Россия
- 2021 — Международный фестиваль искусств. Крань, Словения[24].